# 소날리 벤드레
소날리 벤드레(힌디어: सोनाली बेंद्रे, 영어: Sonali Bendre, 1975년 1월 1일 ~ )는 인도의 배우, 모델이다.

## 출연 작품
- 원스 어폰 어 타임 인 뭄바이 2 (2013)
- 내일은 오지 않을지도 몰라 (2003)
- 아나핫 (2003)
- 인드라 (2002)
- 사파로쉬 (1999)
- 봄베이 (1995)

## 같이 보기
- 인도 영화 배우 목록